# Takeshi Okamoto
Takeshi Okamoto (japanisch 岡本 剛史 Okamoto Takeshi; * 27. Mai 1991 in der Präfektur Ehime) ist ein japanischer Fußballspieler.

## Karriere
Okamoto erlernte das Fußballspielen in der Jugendmannschaft von Ehime FC. Seinen ersten Vertrag unterschrieb er 2009 bei Ehime FC. Der Verein spielte in der zweithöchsten Liga des Landes, der J2 League. 2012 wechselte er zu FC Imabari. Hier stand er bis 2015 unter Vertrag. 2016 verließ er Japan und wechselte nach Lettland. Hier unterzeichnete er einen Vertrag beim FK Auda. Der Verein aus Riga spielte in der ersten Liga, der 1. līga. Nach einem Jahr wurde sein Vertrag nicht verlängert. Seit Anfang 2017 ist er vertrags- und vereinslos.